# Invasion du Panama par les États-Unis
Batailles
Invasion du Panama par les États-Unis :
- Tocumen
- Acid Gambit
- Renacer
- Rio Hato
- Paitilla Airport (en)
- Balboa Harbour (en)
- Fort Amador (en)
- Coco Solo (en)
- Pacora River Bridge (en)
- Panama City (en)
- Nifty Package (en)
- Western Operations (en)
- Madden Dam (en)

L'invasion du Panama par les États-Unis (nom de code Operation Just Cause) a lieu du 20 décembre 1989 au 31 janvier 1990, sous l'administration du président des États-Unis George H. W. Bush.
Le dirigeant militaire panaméen Manuel Noriega, après avoir déjoué plusieurs coups d'État et annulé les résultats des dernières élections, déclare son pays en état de guerre contre les États-Unis. Ces derniers utilisent cet état diplomatique, lié à des agressions envers des citoyens américains (civils et militaires), la violation possible de la neutralité du canal de Panama et le rôle du Panama dans le trafic international de drogue, comme raisons officielles pour justifier l’invasion du pays et sa prise de contrôle.
Au cours de cette opération qui dure moins d'un mois, Manuel Noriega est déposé, la Force de défense panaméenne (en) (FDP) dissoute et le contrôle du canal, dont la transmission au Panama en 1977, est récupéré par les États-Unis. Les pertes civiles, et les conséquences politiques et sociales sur le pays, sont l'objet de fortes critiques envers l'interventionnisme américain.

## Contexte général

### Contrôle du canal de Panama
Le contrôle du canal de Panama par les États-Unis, prévu depuis 1903 par le traité Hay-Bunau-Varilla comme une concession perpétuelle, est remis en cause dans les années 1970. Les traités Torrijos-Carter, qui initient le processus de transfert du contrôle du canal vers le Panama, sont signés par le président des États-Unis Jimmy Carter et le dirigeant officieux du Panama Omar Torrijos le 7 septembre 1977. Ce traité prévoit une transmission du contrôle à la fin de l'année 1999.

### Relations entre Manuel Noriega et le gouvernement américain
Les relations entre les États-Unis et Manuel Noriega, protégé de Torrijos, durent deux décennies (de 1959 au début des années 1980), lorsque Noriega était un élément actif des services de renseignement américains et salarié par la Central Intelligence Agency. Les relations de Noriega avec George H. W. Bush auraient commencé dans les années 1970, alors que Bush était directeur de la CIA. Noriega a travaillé à faire progresser les intérêts américains en Amérique centrale, notamment en sapant les forces du gouvernement socialiste au Nicaragua, les Sandinistes, et les révolutionnaires du FMLN du Salvador. Il recevait plus de 100 000 dollars américains par an pour ses services. Il a aussi travaillé avec la Drug Enforcement Administration des États-Unis afin de limiter le trafic de stupéfiants en direction des États-Unis, ce qui l'a amené à travailler avec les trafiquants de drogue eux-mêmes.  Il est aussi suspecté d'avoir été un agent double, pour avoir transmis des informations hautement confidentielles à Cuba, facilité le transfert de technologies sensibles à des pays du bloc de l'Est et vendu des armes aux guérilleros pro-communistes d'Amérique latine et au gouvernement sandiniste dès la fin des années 1970.
Noriega arrive à la tête du pouvoir panaméen en 1981, à la mort de Torrijos, devenant à son tour le dirigeant officieux du pays. Les services de renseignement militaires américains (Defense Intelligence Agency) tentent de l'espionner à partir de cette année, ignorant ses liens avec la CIA et inversement, tandis que Noriega tente d'infiltrer les unités de renseignement américaines au Panama. En 1987, les États-Unis lui retirent leur soutien militaire et économique ; en 1988, le président américain Ronald Reagan lui demande de démissionner pacifiquement, tout en faisant pression sur lui avec plusieurs actes d'accusation liés au trafic de stupéfiants et au racket confiés à la justice américaine la même année. La baisse du trafic de drogue vers les États-Unis est également ajoutée aux éléments de négociation.

### Climat politique panaméen
En mars 1988, une tentative de coup d'État contre le gouvernement du Panama est déjouée par les forces de Noriega. En mai 1989, pendant les élections nationales, une alliance de partis opposés à la dictature militaire de Manuel Noriega dépouille les résultats de l'élection directement dans les bureaux des circonscriptions du pays, avant que les bulletins ne soient envoyés aux centres régionaux pour le décompte officiel. Leur décompte indique que leur candidat, Guillermo Endara, a battu Carlos Duque (en), candidat de la coalition pro-Noriega, dans un rapport de 3 contre 1. Endara est roué de coups par les supporters de Noriega le jour suivant. Noriega déclare toutefois l'élection nulle et reste au pouvoir ; il insiste sur le fait que son parti a en fait remporté l'élection présidentielle, et que les irrégularités ont été le fait des candidats des partis d'opposition soutenus par les États-Unis. Bush demande dès lors à Noriega de respecter la volonté du peuple panaméen.

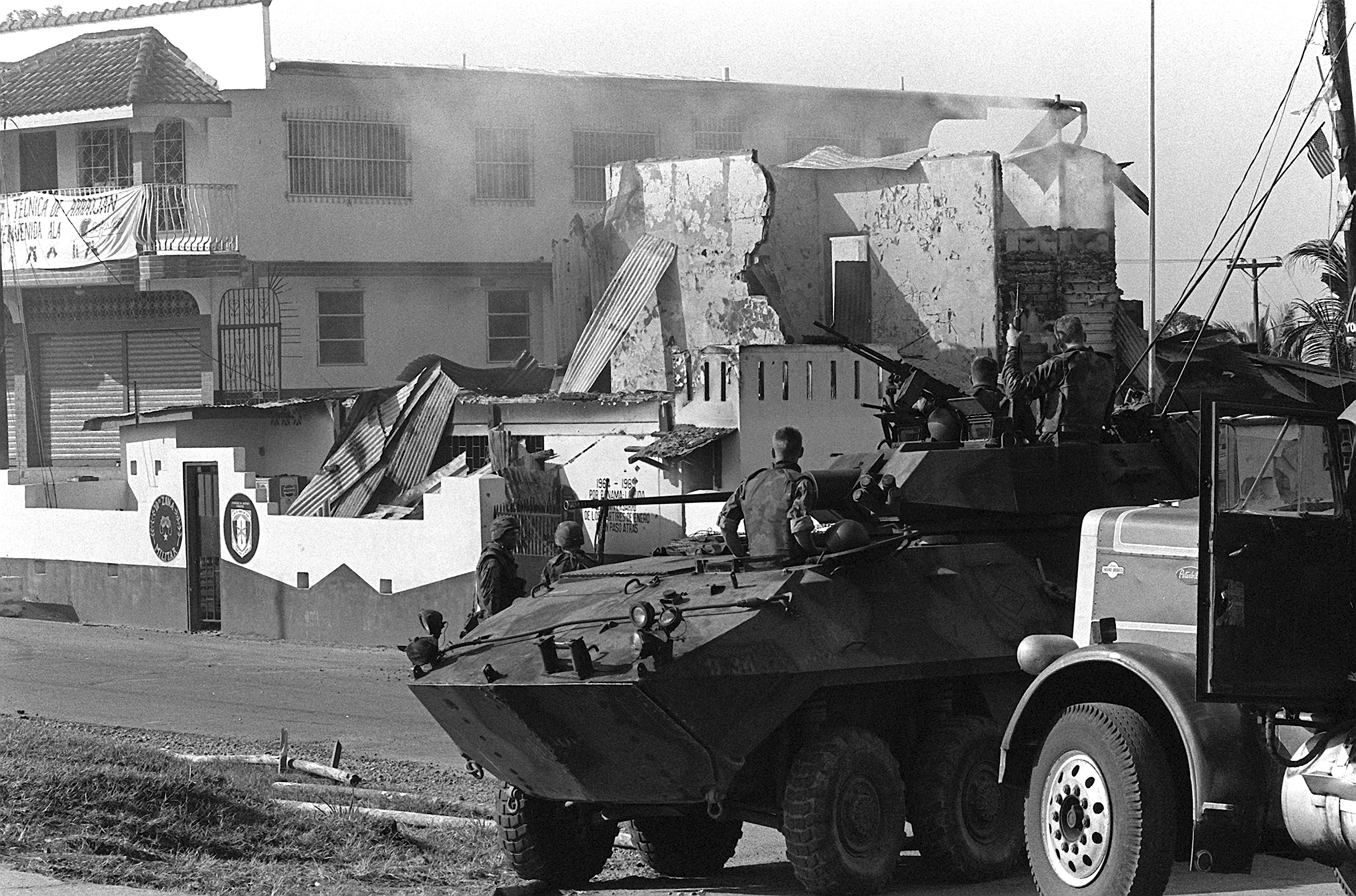
Un LAV-25 de l'US Marine Corps au Panama

La Force de Défense du Panama (es) (FDP), tournant le dos à Noriega, propose de le remettre aux États-Unis, mais cette proposition n'eut pas de suite. En octobre 1989, Noriega déjoue une deuxième tentative de coup d'État dirigée par le major Moisés Giroldi (en). La pression médiatique se reporte sur Bush, qui est traité de « mauviette » pour ne pas avoir apporté d'aide au Panama,. Bush déclare que les États-Unis ne négocieront pas avec un trafiquant de drogue connu, et nie avoir eu connaissance de la participation de Noriega au commerce de la drogue avant son acte d'accusation.

### Événements du 16 décembre
Le 16 décembre a eu lieu un incident qui conduit à la mort de l'officier des Marines américains, le lieutenant Robert Paz : quatre militaires des États-Unis sont arrêtés à un barrage routier en dehors du siège de la FDP, dans le quartier El Chorrillo de Panama. Le second lieutenant Paz est arrêté et maltraité ; selon les dires de la FDP, il est abattu alors qu'il tente de s'enfuir.
Le département de la Défense des États-Unis indiqua que les militaires n'étaient pas armés et circulaient dans un véhicule privé. Ils auraient tenté de fuir la scène seulement après que leur véhicule a été entouré par une foule de civils et de soldats des FDP. Les FDP ont affirmé que les Américains étaient armés et en mission de reconnaissance.
En 1990, le Los Angeles Times affirme que « selon l'armée américaine et des sources civiles » l'officier tué était un membre des « Hard Chargers ». L'objectif de ce groupe était de provoquer les membres de la FDP. Il a également été signalé que les tactiques du groupe étaient bien connues par les officiers américains qui étaient frustrés par les « provocations panaméennes commises sous la dictature de Manuel A. Noriega », bien que le groupe n'ait pas été approuvé officiellement par la hiérarchie militaire. Le Pentagone a nié plus tard qu'un tel groupe ait jamais existé. Selon un fonctionnaire militaire des États-Unis, « les témoins de l'incident, un officier de la marine des États-Unis et son épouse ont été agressés par des soldats panaméens des Forces de défense pendant leur garde à vue »[réf. nécessaire].

### Justification américaine de l'invasion
La justification officielle des États-Unis pour l'invasion a été exposée par le président George H. W. Bush le matin du 20 décembre quelques heures après le début de l'opération. Bush a énuméré quatre raisons pour cette invasion :
- La sauvegarde de la vie des citoyens des États-Unis au Panama. Dans sa déclaration, Bush fit valoir que Noriega avait déclaré que l'état de guerre existait entre les États-Unis et le Panama. Celui-ci avait également menacé la vie des quelque 35 000 citoyens américains qui y vivaient alors. Il indiqua aussi qu'il y avait eu de nombreux affrontements entre les États-Unis et les forces du Panama, un Marine américain avait été tué quelques jours plus tôt, et que plusieurs incidents de harcèlement de citoyens américains avaient eu lieu.
- La défense de la démocratie et les droits de l'homme au Panama.
- Lutte contre le trafic de drogue. Panama étant devenu un pôle du blanchiment d'argent de la drogue et un point de transit pour le trafic de drogue aux États-Unis et en Europe.
- Application des traités Torrijos-Carter. Les membres du Congrès et d'autres politiciens américains indiquèrent que Noriega menaçait la neutralité du canal de Panama, et que les États-Unis avaient le droit, en vertu des traités, d'intervenir militairement pour protéger le canal.

Ces raisons sont exposées au Conseil de sécurité des Nations unies en tant que justifications de l'invasion, acte de légitime défense au sens de l'article 51 de la Charte des Nations unies
En ce qui concerne l'une des raisons énoncées par les États-Unis pour justifier l'invasion, à savoir la déclaration de l'état de guerre formelle entre les États-Unis et le Panama, Noriega insista dans ses mémoires sur le fait que cette déclaration faisait référence à un état de guerre de fait dirigée par les États-Unis contre le Panama. Cette situation donnait lieu à ce qu'il déclara être de dures sanctions économiques et de constantes provocations par des manœuvres militaires (opérations « Purple Storm » et « Sand Flea ») qui étaient interdites par le traité Torrijos-Carter.
Le Washington Post a divulgué plusieurs avis de l'Office of Legal Counsel (Bureau du conseil juridique), publiées peu avant l'invasion, en ce qui concerne les forces armées américaines chargées de procéder à une arrestation à l'étranger. Un de ces avis a interprété le décret contre l'assassinat de dirigeants étrangers, qui interdit le meurtre intentionnel de dirigeants étrangers, en suggérant que la mort accidentelle de personnalités politiques étrangères serait acceptable. Une autre décision conclut que le Posse Comitatus Act de 1878, qui interdit aux forces armées de procéder à des arrestations sans l'autorisation du Congrès, est applicable seulement à l'intérieur des frontières des États-Unis, de sorte que les militaires pourraient être utilisés comme une force de police à l'étranger — par exemple, dans Panama, pour l'exécution d'un mandat de la Cour fédérale contre Noriega.

## Opération «Just Cause»

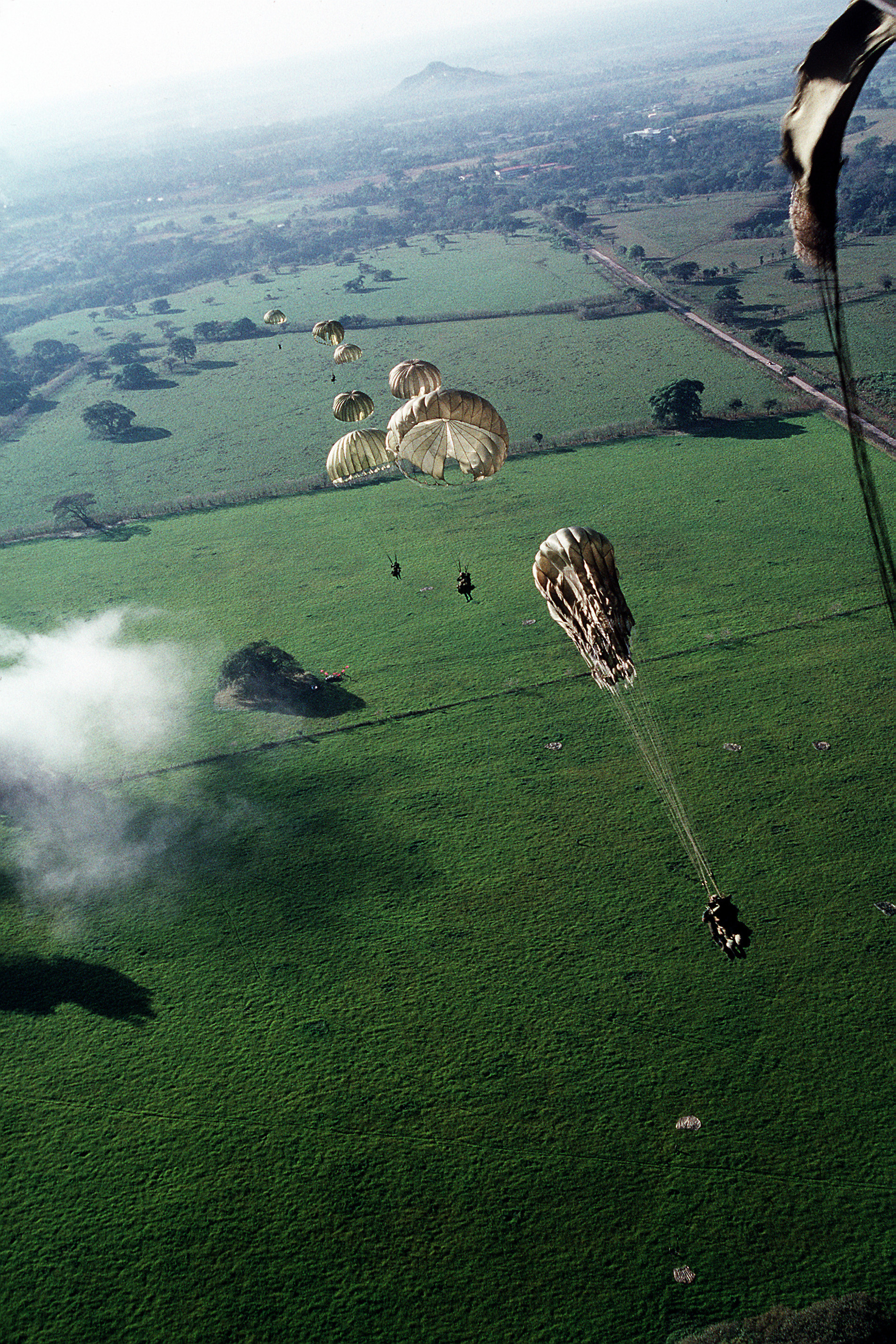
Saut de membres du d'infanterie lors de l'opération.

L'incursion militaire en Panama commence le 20 décembre 1989, à 01 h 00 heure locale. L'US Army, l'US Air Force, l'US Navy et les US Marines participent à l'opération.
Les forces terrestres américaines sont composées des éléments combattants du XVIIIe corps aéroporté, de la 82e division aéroportée, de la 7e division d'infanterie légère, du 75e régiment de rangers, et une Joint Special Operations Task Force, ainsi que des éléments de la 5e division d'infanterie, de la 1138e compagnie de police militaire de la garde nationale du Missouri, de la 193e brigade d'infanterie, de la 508e régiment d'infanterie, de la 59e compagnie du génie, d'un bataillon maritime des forces de sécurité au Panama, du 3e bataillon du 6e régiment de marine, des équipes de sécurité de la flotte anti-terroriste, du 2e bataillon de l'infanterie blindée légère et du 2e groupe de logistique des Marines.
L'opération implique en tout 27 684 soldats américains, dont 4 % de l'effectif est féminin (soit 800 membres parmi lesquelles 150 participèrent aux combats dans les rangs de la police militaire), des milliers de véhicules dont 14 chars légers M551 Sheridan (dont deux furent détruits accidentellement) et plus de 300 avions, y compris des gunships AC-130 Spectre, des avions d'observations et d'attaque OA‑37B Dragonfly et des avions furtifs F‑117A Night Hawks mis en œuvre par la 37e Tactical Fighter Wing, et des hélicoptères d'attaque AH‑64 Apache. L'invasion du Panama a été d'ailleurs le premier déploiement en combat de l'AH‑64, du HMMWV, et du F‑117A Night Hawk.
Les forces panaméennes sont composées des 16 000 membres de la Force de Défense panaméenne (FDP), dont seulement 3 000 en état de combattre.

### Déroulement de l'opération

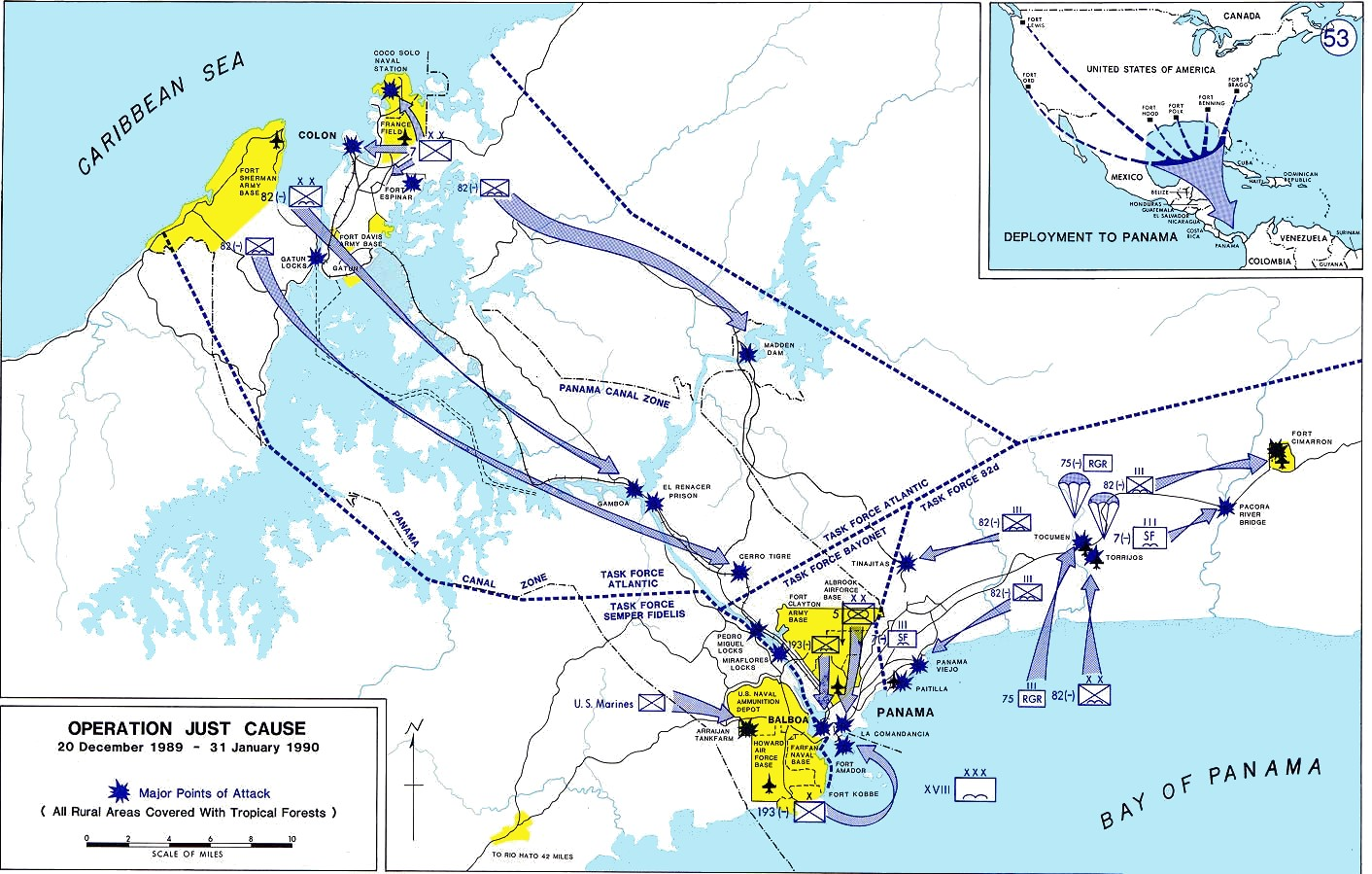
Plan de l'invasion

L'opération commence par une attaque des installations stratégiques, telles que l'aéroport civil de Punta Paitilla dans Panama, la garnison de la Force de Défense Panaméenne, le terrain d'aviation de Rio Hato où Noriega possédait une résidence, et d'autres centres de commandement militaire dans tout le pays.
L'attaque contre le quartier général de la FDP (dénommé la Comandancia) déclenche plusieurs incendies, dont l'un détruit une partie du quartier El Chorrillo au centre-ville de Panama (zone à forte densité de population). Selon des témoins oculaires, les maisons dans ce quartier ont été délibérément incendiées par les soldats américains dans le but d'arrêter les soldats de la FDP qui se cachaient dans la région.[réf. nécessaire]
Au cours des heurts, dont la fusillade à la Comandancia, la Force de Défense du Panama abat deux hélicoptères AH-6 Little Bird, et force un autre à un atterrissage d'urgence dans un marais le long du canal de Panama.
Fort Amador, une position clé en raison de sa proximité avec de grands dépôts de pétrole adjacents au canal, le pont des Amériques sur le canal, et l'entrée du canal de Panama côté océan Pacifique, est sécurisé par des éléments du 508e régiment infanterie aéroportée et de la 59e compagnie du génie par un assaut aérien de nuit, qui permet de conquérir le fort dans les premières heures du 20 décembre. Les principaux éléments de commandement et de contrôle des FDP étaient en poste dans ce fort. En outre, Fort Amador comptait également une grande zone de logement de ressortissants des États-Unis qui avaient besoin d'être protégés — en empêchant les membres de la FDP de prendre des citoyens américains en otages. Cette position protège également le flanc gauche de l'attaque contre la Comandancia et l'opération de sécurisation du quartier El Chorrillo qui compte de nombreux partisans de Noriega, se battant sous le nom « bataillons de la dignité » (dénommés Dingbats).
Quelques heures après le début de l'invasion, Guillermo Endara, gagnant malheureux de la précédente élection présidentielle, prête serment sur la Base navale Rodman (en). La 1138e compagnie de police militaire met en place un camp de prisonniers sur le terrain d'entraînement Empire Range sur la rive sud du canal de Panama pour gérer la masse de civils et militaires détenus.

### Fin de l'opération
Les combats continuent pendant plusieurs semaines, essentiellement contre les unités militaires de l'armée du Panama. Noriega reste en liberté pendant plusieurs jours, mais il réalisa qu'il avait peu d'options à envisager face à une grande chasse à l'homme, avec un million de dollars de récompense pour sa capture. Il obtient l'asile dans la nonciature apostolique (en) (mission diplomatique du Vatican) dans la ville de Panama.
Les États-Unis apprennent que Noriega s'y est réfugié grâce au décryptage des communications confidentielles du Vatican qui sont chiffrées par des machines de l'entreprise Crypto AG. Les militaires américains font sans relâche pression sur lui et sur la mission du Vatican. Une légende urbaine veut que les services américains aient fait jouer très fort du rock-and roll sur radiocassette jour et nuit pour accroître la pression psychologique ; en fait, la musique a été utilisée principalement pour empêcher les microphones paraboliques d'être utilisés pour écouter de potentielles négociations, et non comme une arme psychologique contre Noriega, qui aurait été censé abhorrer la musique rock. Noriega se rend finalement aux militaires américains le 3 janvier 1990 ; il est immédiatement mis dans un avion de transport militaire et extradé aux États-Unis.
Pendant que certaines unités du corps des marines des États-Unis poursuivent leur déploiement, d'autres, déployées depuis 3 octobre 1989, commencent à rentrer dès le 2 janvier 1990[réf. nécessaire]. Des unités militaires font des patrouilles de « police » dans la ville de Panama et les zones à l'ouest du canal, pour rétablir la loi et l'ordre, ainsi que pour assurer le soutien du nouveau gouvernement (dans le cadre de l'opération « Promote Liberty »)[réf. nécessaire]. [réf. souhaitée] Ces troupes eurent ainsi le privilège unique de lutter contre la FDP, puis d'aider à la formation de la Force de police panaméenne (PFF[Quoi ?]) qui était précédemment la FDP. [réf. nécessaire]

## Conséquences de l'opération

### Coût financier
Le coût de l'opération est estimé à 163 millions de dollars américains de l'époque, soit 213 millions de dollars valeur 2010.

### Pertes militaires
Les États-Unis ont 24 soldats tués, et 325 blessés durant l'action. On estime qu'entre 5 et 12 % des blessés au combat et 13 % des tués au combat sont dus à des tirs amis.
L'United States Southern Command, basé à ce moment-là sur Quarry Heights, à Panama, a estimé le nombre de militaires panaméens morts à 205, chiffre inférieur à son estimation initiale de 314.

### Civils
Il y a eu une controverse sur le nombre de victimes parmi la population civile panaméenne résultant de l'invasion.
Le Commandement Sud a estimé ce nombre à 202. Selon les chiffres officiels du Pentagone 516 civils et soldats Panaméens ont été tués durant l'invasion, mais une note interne de l'armée de terre des États-Unis en estime le nombre à 1 000.
Physicians for Human Rights dans un rapport publié un an après l'invasion estime qu'« au moins 300 civils panaméens ont perdu la vie à cause de l'invasion ». Le rapport concluait également que « ni le gouvernement panaméen ni celui des États-Unis n'a fourni une comptabilité minutieuse des blessures non létales » et que « les efforts de secours étaient insuffisants pour répondre aux besoins fondamentaux de milliers de civils rendus sans abri par l'invasion ». Le rapport estime à plus de 15 000 le nombre de civils déplacés, alors que l'armée américaine a fourni un appui pour seulement 3 000. L'ONU a estimé que l'opération avait fait 500 morts civils ; Americas Watch n'en constate qu'environ 300. 

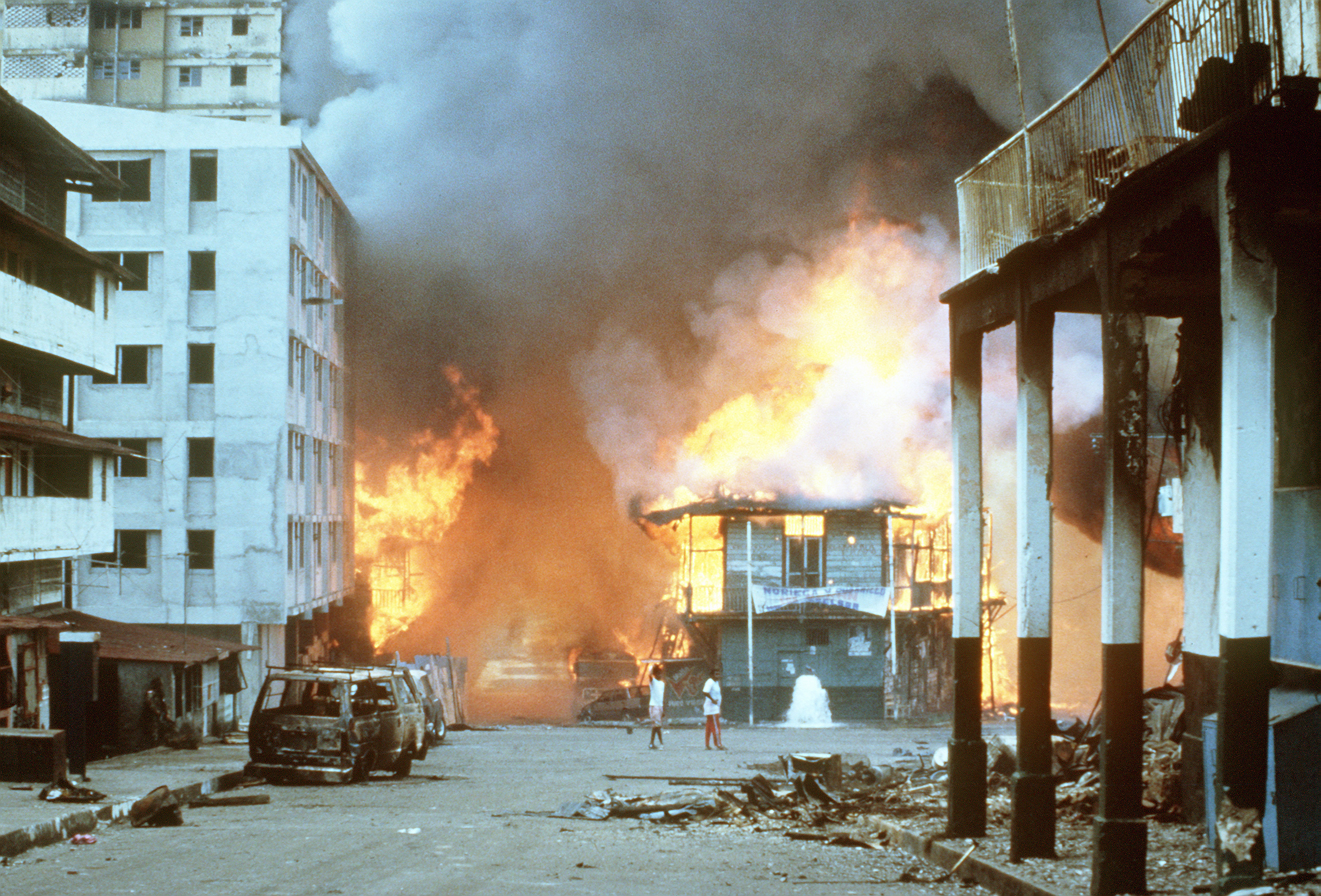
Conséquences des combats urbains durant l'invasion du Panama par les États-Unis.

Une commission d'enquête indépendante[précision nécessaire] sur l'invasion du Panama estime le nombre de tués entre 1 000 et 4 000,. La Commission pour la défense des droits de l'homme en Amérique centrale (CODEHUCA) a estimé entre 2 500 et 3 000 le nombre de civils tués et la Commission pour la défense des droits de l'homme au Panama (CONADEHUPA) a estimé à 3 500 le nombre de morts parmi les civils.
Le rapport de Human Rights Watch de 1991 sur les séquelles post-invasion au Panama a déclaré que, même avec quelques incertitudes sur l'ampleur du nombre de victimes parmi les civils, les chiffres sont « toujours problématiques », car : 

« [Les morts de civils au Panama] révèlent que « l'opération chirurgicale » des forces américaines a infligé un coût en vies civiles qui a été au moins quatre fois et demi plus élevé que dans les dommages militaires de l'ennemi, et douze ou treize fois plus élevé que les pertes subies par les troupes américaines.
Par eux-mêmes ces ratios donnent à penser que la règle de la proportionnalité et le devoir de minimiser les dommages pour les civils, tant que cela ne compromet pas un objectif militaire légitime, ne sont pas scrupuleusement respectées par les forces d'invasion américaines. Pour nous, la controverse sur le nombre de victimes civiles ne doit pas faire oublier l'important débat sur la manière dont ces personnes ont trouvé la mort. »

### Politiques et sociales
Guillermo Endara, se cachant dans la zone du canal de Panama, prête serment comme président dans la nuit précédant l'invasion[réf. souhaitée].
Plus tard, il met en scène une grève de la faim, appelant l'attention sur la pauvreté et les sans-abri laissés par deux ans de Noriega et les destructions causées par l'invasion américaine. Pendant près de deux semaines après l'invasion, des pillages se produisent, et la situation sociale devient anarchique, une situation que l'armée américaine indique n'avoir pas prévue. Cette situation inflige des pertes catastrophiques pour de nombreuses entreprises panaméennes, dont certaines mettent plusieurs années à s'en remettre[réf. souhaitée]. Le 19 juillet 1990, un groupe de 60 sociétés basées au Panama dépose une poursuite contre le gouvernement des États-Unis à la United States District Court de New York, alléguant que l'action des États-Unis contre le Panama a été « faite d'une manière délictueuse, négligente et au mépris du bien des résidents panaméens innocents ». La plupart des entreprises étaient assurées, mais les assureurs ont fait faillite ou ont refusé de payer, en faisant valoir que les actes de guerre ne sont pas couverts.
Près de 20 000 personnes perdent leur foyer et deviennent des réfugiés de l'invasion. Près de 2 700 familles sont déplacées par le feu de Chorrillo ; les États-Unis donnent à chacune 6 500 $ de dédommagement pour la construction d'une nouvelle maison ou appartement dans certains quartiers ou près de la ville. Toutefois, de nombreux problèmes ont été signalés avec les nouvelles constructions à peine deux ans après l'invasion.
Le gouvernement de Guillermo Endara désigne le premier anniversaire de l'invasion américaine comme « journée de deuil national ». Ce jour-là, des centaines de Panaméens marquent la journée avec une « pierre noire » dans les rues de la capitale pour dénoncer l'invasion américaine et la politique économique d'Endara. Les manifestants affirment que 3 000 personnes ont été tuées à la suite des actions de l'armée américaine[réf. souhaitée]. Depuis le renversement de Noriega, le Panama a eu trois élections présidentielles, avec les candidats de partis opposés les uns aux autres se succédant dans le Palacio de las Garzas. La presse à Panama, cependant, fait toujours l'objet de nombreuses restrictions. Le 10 février 1990, le gouvernement Endara abolit l'armée du Panama et réforme l'appareil de sécurité par la création de la force publique panaméenne. En 1994, un amendement à la Constitution abolit la permanence militaire américaine au Panama [réf. souhaitée]. Parallèlement à une grave récession en Amérique latine pendant les années 1990, le PIB du Panama remonta en 1993, mais le très fort taux de chômage demeure un problème grave.
Noriega est envoyé aux États-Unis dans l'attente de son procès, et est condamné en 1992 a 40 ans de prison. L'une des accusations portées contre lui a été abandonnée lorsque les 50 kilos de cocaïne qu'il était censé avoir convoyés se sont révélés être des tamales.

Le contrôle du canal est récupéré par le gouvernement panaméen, comme prévu par les accord Trujillo-Carter de 1977, le 31 décembre 1999.

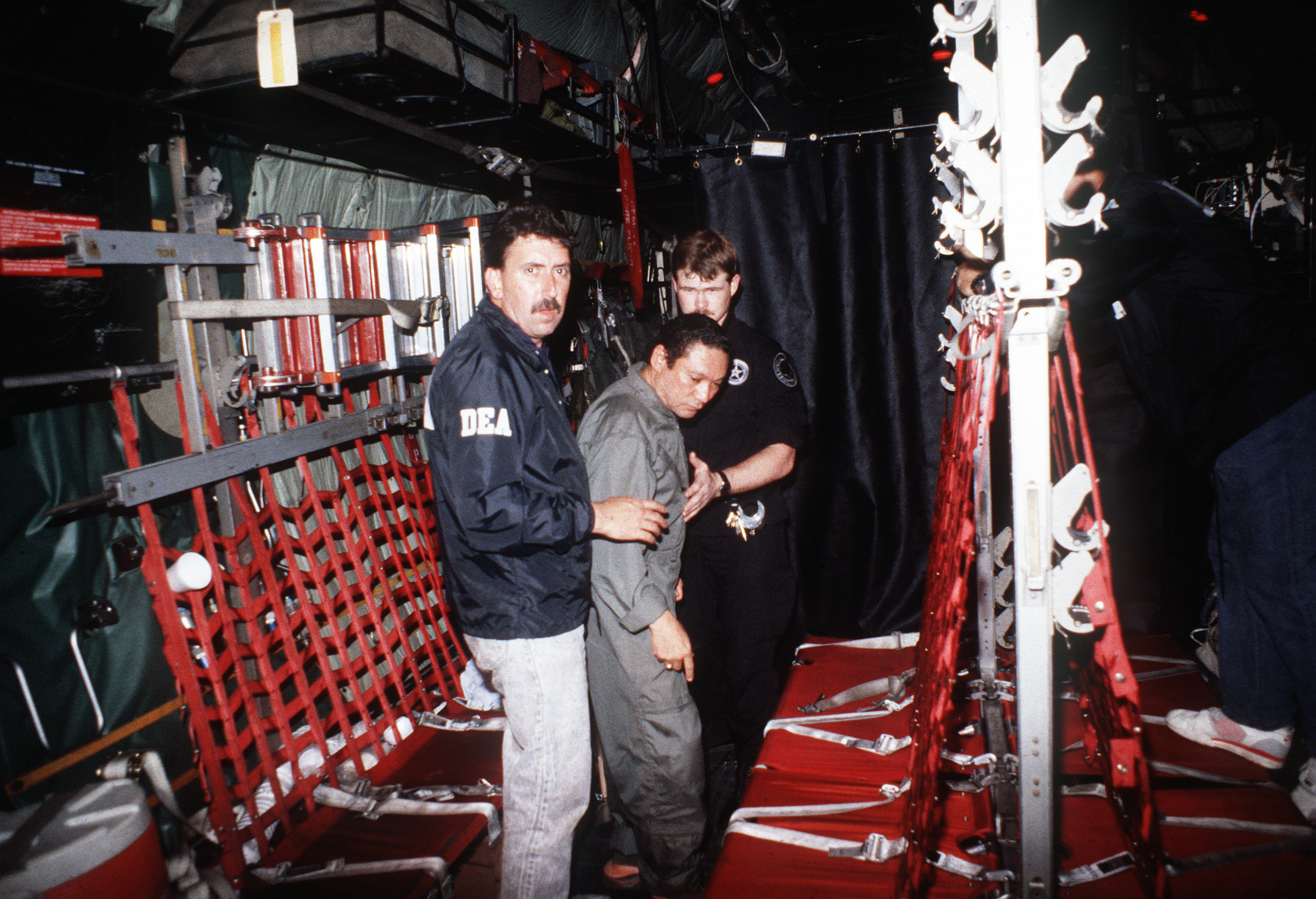
Manuel Noriega amené aux États-Unis dans un avion MC-130E Combat Talon I de l’USAF par des agents de la DEA.

## Origine du nom «opérationJust Cause»
Les plans de l'opération dirigée contre Panama sont dérivés des plans visant à la défense du canal. Ils sont redéfinis selon des critères plus offensifs, suivant la détérioration de la situation entre les deux pays. La série de plans de l'opération « Prayer Book » inclut les répétitions en vue d'un éventuel clash (opération « Purple Storm ») et des missions pour garantir les sites américains (opération « Bushmaster »). Au moment où ont été conçues les opérations pour déposer Noriega, les opérations militaires des États-Unis avaient des noms dénués de sens. « Just Cause » était prévue sous le nom de « Blue Spoon », et l'invasion elle-même incorporait l'opération « Acid Gambit » (exfiltration d'un civil américain travaillant pour la CIA emprisonné à Panama). Le nom de « Blue Spoon » a plus tard été changé pour « Just Cause » pour des raisons esthétiques et de relations publiques. L'occupation et la reconstruction post-invasion ont été intitulées opération « Promote Liberty » (« Promouvoir la Liberté »).
Le nom panaméen pour l'opération est « l'Invasion » (la Invasión).

## Les réactions locales et internationales
L'invasion du Panama a provoqué d'importantes réactions internationales, parfois indignées. Certains pays ont affirmé que les États-Unis commettaient un acte d'agression par l'invasion du Panama, et tentaient de dissimuler une nouvelle manifestation de sa politique interventionniste par la force en Amérique latine.
Le 22 décembre, l'Organisation des États américains a adopté une résolution déplorant l'invasion et l'appel pour le retrait des troupes américaines, en plus d'une résolution condamnant la violation du statut diplomatique de l'ambassade nicaraguayenne au Panama par des forces spéciales qui avaient pénétré dans le bâtiment. Au sein du Conseil de sécurité des Nations unies, après avoir discuté de la question pendant plusieurs jours, un projet de résolution exigeant le retrait immédiat des forces des États-Unis de Panama a eu un veto le 23 décembre par trois des membres permanents du Conseil de sécurité, France, Royaume-Uni et les États-Unis qui ont cité le droit de légitime défense d'Américains présents sur le canal de Panama. Le 29 décembre, l'Assemblée générale des Nations unies a voté 75-20 avec 40 abstentions pour condamner l'invasion comme une violation flagrante du droit international.
Il est dit que le peuple panaméen a soutenu l'invasion. Selon un sondage, 92 % des adultes du Panama approuvent l'incursion des États-Unis, et 76 % auraient souhaiter que les forces américaines aient envahi le pays dès octobre, pendant le coup d'État. 74 % des Américains interrogés approuvent également l'action.
Le 20 décembre 2007, le gouvernement panaméen a déclaré, l'anniversaire de l'invasion de 1989, comme une journée de deuil national. Le Pérou a rappelé son ambassadeur en signe de protestation[réf. nécessaire].

## Chronologie
L'information dans cette section
Septembre 1987
- Le Sénat américain adopte une résolution exhortant le Panama à rétablir un gouvernement civil. Le Panama proteste alléguant des violations du traité du canal par les États-Unis.

Novembre 1987
- Résolution du Sénat américain coupant l'aide militaire et économique au Panama. Les Panaméens adoptent la résolution limitant la présence militaire américaine.

Février 1988
- Noriega est mis en accusation sur des charges connexes à la drogue. Les forces des États-Unis commencent à planifier les opérations de contingence au Panama (OPLAN Blue Spoon).

Mars 1988

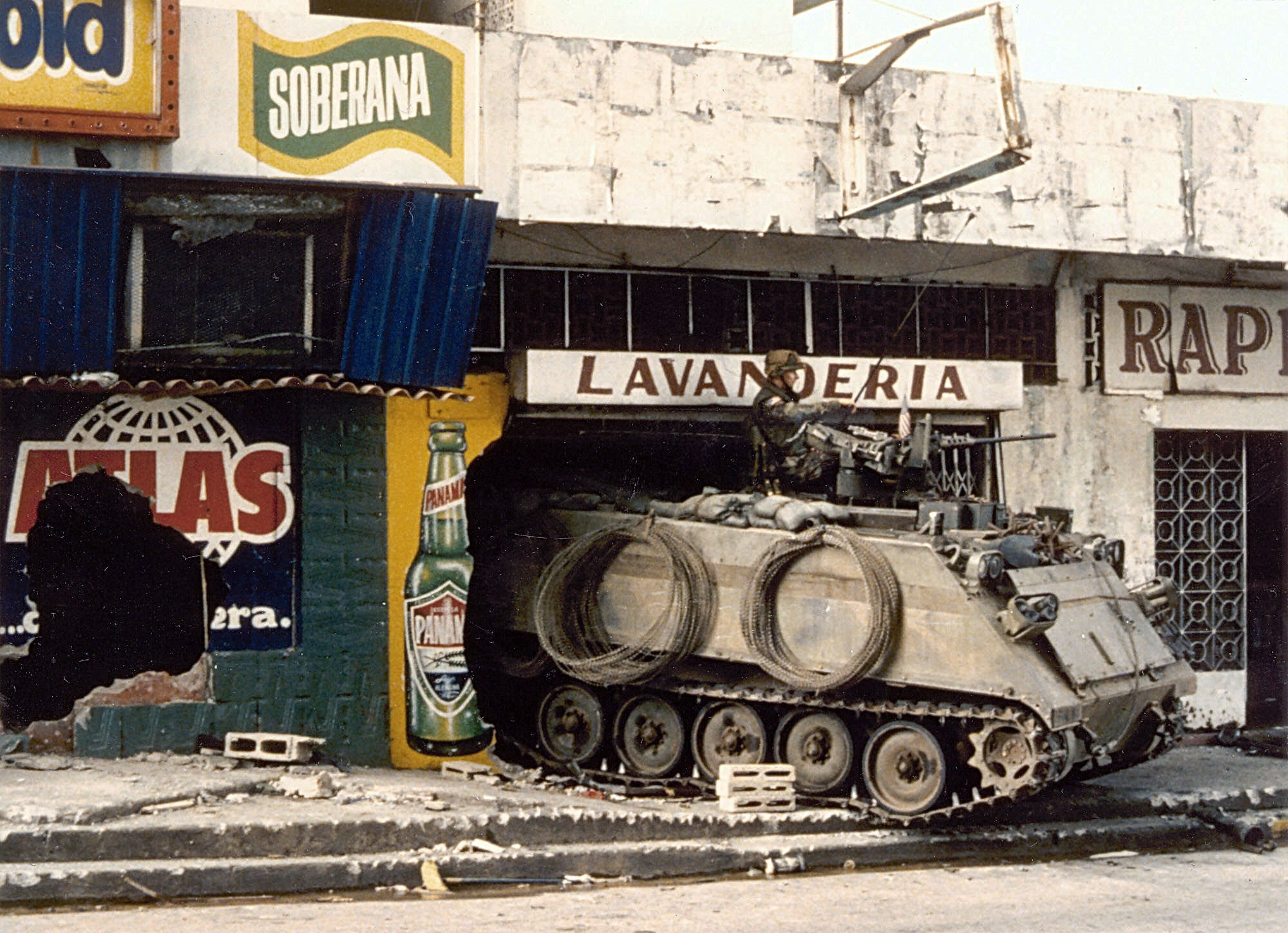
Un M113 de len à Panama

- 14 mars : Premier des quatre déploiements des forces des États-Unis, qui commence à renforcer la sécurité des installations américaines.
- 16 mars : Les agents du FDP tentent un coup d'État contre Noriega.

Avril 1988
- 5 avril : Des forces américaines supplémentaires sont déployées pour assurer la sécurité.
- 9 avril : Activation de la Joint Task Force Panama.

Mai 1989
- 7 mai : tenue des élections ; le décompte de l'alliance de l'opposition montre que leur candidat, Guillermo Endara, bat le candidat de Noriega, Carlos Duque (en), par 3 contre 1. L'élection est déclarée invalide deux jours plus tard par Noriega.
- 11 mai : le président Bush ordonne 1 900 troupes de combat supplémentaires à Panama (opération « Nimrod Dancer »).
- 22 mai : les convois menés par les États-Unis font valoir la liberté de mouvement. D'autres unités de transport se sont rendues à partir de bases dans le territoire des États-Unis à leurs bases au Panama, et retour, dans ce but.

Juin, juillet, août 1989 : 
- les États-Unis commencent la réalisation conjointe de formation / liberté de circulation de manœuvre (« Sand Fleas » et « Purple Storm »). D'autres unités de transport ont continué à partir de cette date[Laquelle ?] à plusieurs reprises des voyages à partir de bases dans le territoire des États-Unis à leurs bases au Panama [réf. souhaitée], et retour, pour ce but.

Octobre 1989
- 3 octobre : Noriega déjoue une deuxième tentative de coup d'État.

Décembre 1989
- 15 décembre : Noriega se réfère à lui-même en tant que chef du Panama et fait état d'une situation de guerre avec les États-Unis.
- 16 décembre : un lieutenant des Marines est tué par balle par des FDP. Un lieutenant de marine et sa femme sont arrêtés et agressés par des FDP.
- 17 décembre : la National Command Authority lance l'exécution de l'opération « Just Cause ».
- 18 décembre : un lieutenant de l'armée tue un sergent des FDP.
- 19 décembre : les forces américaines sont alertées, mobilisées et lancées.
- Jour J, 20 décembre 1989 : L'invasion du Panama par les États-Unis commence. L'opération est menée comme une campagne limitée à des objectifs militaires, qui sont les suivants : protéger la vie des ressortissants des États-Unis et les principaux sites et des installations, capturer et livrer Noriega à l'autorité compétente, neutraliser les FDP et créer une nouvelle force de police, neutraliser le commandement et l'organisation de la FDP, et soutenir la création d'un gouvernement au Panama reconnu par les États-Unis. Les principales opérations décrites ont continué jusqu'au 24 décembre.
- Jour J + 14, 3 janvier 1990 : Noriega se rend aux forces américaines.
- Jour J + 23, 12 janvier 1990 : opération « Just Cause » se termine et commence « Promote Liberty ».

### Opérations connexes
- Opération Nimrod Dancer — déploiement d'une brigade de la 7e division d'infanterie légère en mai 1989 en démonstration de force[47].
- Opération Purple Storm (en) et opération Sand Flea (en) — exercices pour affirmer, afficher et exercer la liberté de circulation des convois des États-Unis à l'intérieur du Panama autorisée par les accords du Canal.
- Operation Prayer Book.
- Opération Blade Jewel.
- Opération Acid Gambit — opération entreprise par 1er SFOD-D et le 160e SOAR pour sauver Kurt Muse, un citoyen des États-Unis impliqués dans la diffusion de matériel anti-Noriega, au cours de l'opération « Just Cause ». Molly Moore, « U.S. Sought Premise for Using Military in Panama; Months Before 1989 Invasion, Bush Was Waiting for Noriega to `Overstep,' Book Reports », the Washington Post,‎ 2 mai 1991.
- Operation Promote Liberty — opération de reconstruction de l'armée panaméenne et les infrastructures civiles.

## Culture populaire
L'invasion du Panama et la capture du Président Noriega sont le contexte d'une mission du jeu Call of Duty: Black Ops II qui vise à abattre l'antagoniste principal du jeu, Raul Menendez.
L'intervention militaire et la chute du président Noriega ont inspiré la série de jeux vidéo Just Cause, dans lesquels l'agent américain Rico Rodriguez doit faire tomber des régimes autoritaires et éliminer des dictateurs. Le nom de la franchise est d'ailleurs une référence directe à l'opération américaine.
L'opération Just Cause est présente dans le jeu PC Jane's AH-64D Longbow sous la forme de 6 missions historiques retraçant les différentes opérations connexes menées par ou avec des hélicoptères AH-64 Apache.